# Roberto Gómez Bolaños

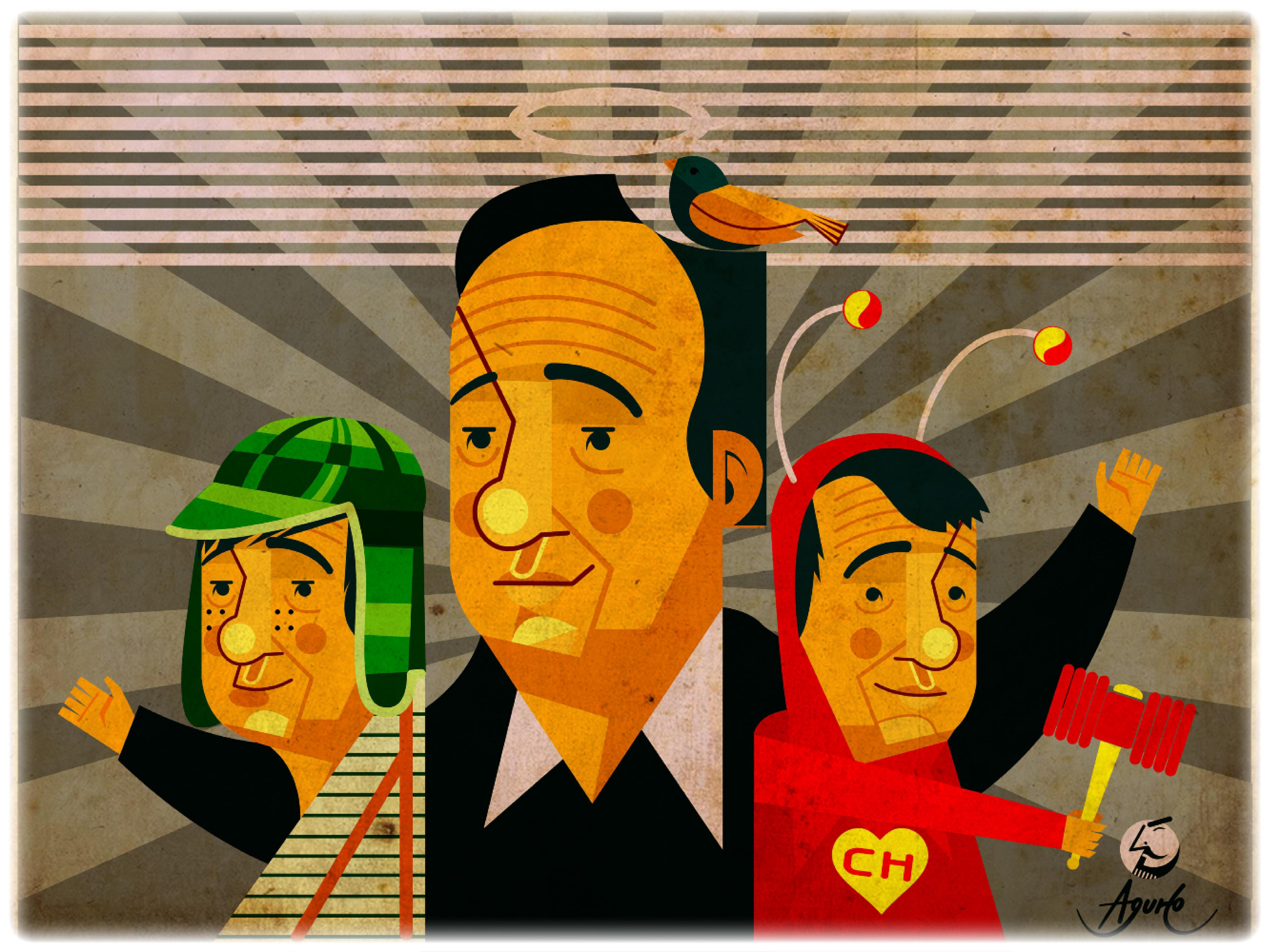
Roberto Gómez Bolaños.

Roberto Mario Gómez y Bolaños (* 21. Februar 1929 in Mexiko-Stadt; † 28. November 2014 in Cancún) war ein mexikanischer Komödiant und Schauspieler, Drehbuchautor, Liedermacher, Schriftsteller sowie Regisseur, Produzent und Schöpfer der Fernsehkomödien „El Chavo“, „El Chapulín Colorado“ und „Chespirito“. Er wurde hauptsächlich unter dem Pseudonym Chespirito bekannt.

## Leben
In seiner Jugend war Gómez ein guter Amateurboxer und Fußballspieler. Sein Studium der Ingenieurwissenschaft an der UNAM (Universidad Nacional Autónoma de México) schloss er nicht ab.
Gómez arbeitete zwischen 1950 und 1969 als Publizist und Librettist für Radio und das Fernsehen, u. a. in Komödien. Er trat als Nebendarsteller in Film und Fernsehen auf.
Von 1970 bis 1995 hatte Gómez seine eigene Fernsehkomödie „Chespirito“. Von dieser Komödie gab es zwei Teile (Gómez in der Hauptrolle), „El Chavo del Ocho“ und „El Chapulín Colorado“. Der erste Teil handelte von einem Jungen, der in einem Bierfass in einer mexikanischen Ortschaft lebte. Der zweite Teil handelte von einem witzigen und freundlichen Superhelden. Bald darauf schuf Roberto Gómez andere Figuren wie Dr. Chapatín, El Chompiras und Chaparrón Bonaparte. „Chespirito“ wurde in vielen Sprachen wie deutsch, chinesisch, portugiesisch, japanisch, russisch, griechisch, arabisch, italienisch und französisch synchronisiert.
Roberto Gomez Bolaños schuf auch zahlreiche Filme („El Chanfle“, „don Ratón y don Ratero“), Theaterstücke („11 y 12“) sowie Bücher („Sin Querer Queriendo“, „Y También Poemas“ und „El Diario de Chavo del Ocho“).